# Orthocentrus nigricornis
Orthocentrus nigricornis är en stekelart som beskrevs av Karl Henrik Boheman 1866. Orthocentrus nigricornis ingår i släktet Orthocentrus och familjen brokparasitsteklar. Inga underarter finns listade i Catalogue of Life.